# Hans Lafrenz
Hans Lafrenz (* 14. Mai 1938 in Hamburg) ist ein deutscher Politiker (CDU).

## Leben
Lafrenz besuchte von 1944 bis 1948 die Volksschule und von 1948 bis 1957 die Wissenschaftliche Oberschule und machte dort sein Abitur. Es folgte von 1957 bis 1964 ein Studium und das Hauptdiplom an der TH München (Fakultät Bauwesen, Fachbereich Architektur). 1964 bis 1966 war er als freier Mitarbeiter beim Architekten Peter C. von Seidlein beschäftigt. Es folgte von 1966 bis 1967 eine Stelle als Baureferendar und die zweite Staatsprüfung bei der Regierung von Oberbayern (Fachgebiet Städtebau).
Ab 1968 war er in Hamburg im Bezirksamt Mitte in der Stadtplanungsabteilung angestellt. Er wechselte 1969 zur Baubehörde und Stadtentwicklungsbehörde sowie zum Landesplanungsamt, wo er bis 1998 blieb.
Er ist seit 1962 verheiratet, hat zwei Kinder und ist seit 1999 in Rente.

## Politik
Lafrenz ist seit 1980 Mitglied in der CDU. Er war bis 1998 Vorsitzender des CDU-Ortsverbandes Hamburg-Nienstedten und war Deputierter der Baubehörde.
Von 2005 bis 2011 war er Mitglied der Hamburgischen Bürgerschaft. Dort saß er für seine Fraktion im Haushaltsausschuss, Kulturausschuss, Stadtentwicklungsausschuss sowie im Ausschuss IuK-Technik und Verwaltungsmodernisierung.
Der CDU-Ortsverband Nienstedten hat Lafrenz Ende Januar frühzeitig als Kandidaten für die Bürgerschaft 2008 nominiert.